# Hermann Langbein
Hermann Langbein (né le 18 mai 1912 à Vienne, mort le 24 octobre 1995 à Vienne) est un communiste, résistant contre le nazisme et historien autrichien, cofondateur du Comité international d'Auschwitz.

## Biographie
Après son diplôme de maturité (équivalent au baccalauréat), Hermann Langbein devient acteur au Volkstheater à Vienne. En 1933, il rejoint le Parti communiste d'Autriche (KPÖ), quitte son pays après l'Anschluss pour se battre durant la Guerre d'Espagne dans les Brigades internationales. Après la défaite des Républicains, il fuit en France début 1939. Il est alors interné dans les camps de Saint-Cyprien, Gurs, Le Vernet, puis il est livré aux Allemands en 1941.
Il est alors immédiatement envoyé au camp de concentration de Dachau, où il est employé aux écritures à l'infirmerie. En août 1942, il est transféré au camp d'Auschwitz I et porte le numéro de prisonnier 60 355. Il est aussi employé aux écritures auprès du docteur Eduard Wirths. Il participe à la résistance dans le camp au sein du Kampfgruppe Auschwitz (Groupe de combat d'Auschwitz) et fait partie de la direction internationale du Groupe, aux côtés de son compatriote Ernst Burger et des Polonais Józef Cyrankiewicz et Tadeusz Hołuj. En août 1944, Langbein est transféré au camp de concentration de Neuengamme puis à Lerberck, près de Minden. Lors du transport d'évacuation à Fallersleben mi-avril 1945, il saute du train et parvient à s'enfuir à vélo en Autriche, où il arrive à Vienne en mai 1945.
Il devient permanent du KPÖ, membre du comité central et s'implique dans la mise en place d'écoles du Parti. Par ailleurs, dès 1947, il raconte son expérience des camps de concentration dans Die Stärkeren. Ein Bericht aus Auschwitz und anderen Konzentrationslagern (Les plus forts. Un rapport sur Auschwitz et les autres camps de concentration) publié en 1949. Au début des années 1950, il n'est pas réélu au Comité central. En conflit avec le parti, il est envoyé à Budapest, où il prépare des émissions de radio pour les Hongrois germanophones. Il revient en Autriche avec sa femme et sa fille en 1954.
Il est cofondateur du Comité international d'Auschwitz et en devient le premier secrétaire général. De 1955 au début des années 1960, Langbein est le secrétaire autrichien de l'association réunissant les anciens déportés d'Auschwitz. Il fait connaître au public les crimes des camps et se bat pour l'indemnisation des victimes. Il est exclu du Parti communiste en 1958 lorsqu'il questionne et critique le stalinisme après l'insurrection de Budapest. Par la suite, il est relevé de son poste de secrétaire au CIA. En 1963, il est secrétaire du Comité International des Camps.
Au milieu des années 1960, il contribue au procès de Francfort, le second procès concernant les crimes d'Auschwitz, mené par le juge Fritz Bauer, et est témoin (le film Le Labyrinthe du silence met en scène sa participation). Il devient ensuite journaliste et écrivain.
De 1989 à 1995, il organise avec Johannes Schwantner le séminaire « Idéologie et la réalité du national-socialisme » destiné aux enseignants. Ce séminaire annuel organisé à Linz prend le nom de « Hermann Langbein Symposium » après sa mort. En outre, Langbein a participé à la rénovation du Musée national Auschwitz-Birkenau.

## Décorations
- Langbein est honoré comme Juste parmi les nations par le mémorial de Yad Vashem en 1967[2].
- Il reçoit la Médaille Johanna Kirchner en 1994[3].

## Ouvrages
- (de) Auschwitz. Zeugnisse und Berichte, coauteurs : Hans Günther Adler et Ella Lingens-Reiner
  - dont son témoignage : Kampfgruppe Auschwitz. Europäische Verlagsanstalt 1962, rééd. 1995  (ISBN 3-434-46223-6)
- (de) „Nicht wie die Schafe zur Schlachtbank!“ Widerstand in NS-Konzentrationslagern, Fischer TB,  (ISBN 3-596-23486-7)
- (de) Menschen in Auschwitz, Ullstein, Frankfurt 1980 u. ö.  (ISBN 3-548-33014-2); Europa, München 1999,  (ISBN 3-203-51243-2)
- (de) Der Auschwitz-Prozess, 2 Bde., Verlag Neue Kritik, 1995  (ISBN 3-8015-0283-X)
- (de) Die Stärkeren. Ein Bericht aus Auschwitz und anderen Konzentrationslagern. Édit. 1949, rééd. : Hg. Franz Richard Reiter, Ephelant, Wien 2008,  (ISBN 978-3-900766-22-1)
- (de) „... wir haben es getan“, Europa, Wien 1964
- (de) Pasaremos. Briefe aus dem spanischen Bürgerkrieg, Bund, Köln 1982
- (de) Eugen Kogon, Hermann Langbein, Adalbert Rückerl (de) u. a. (Hrsg.): Nationalsozialistische Massentötungen durch Giftgas. Fischer-Verlag, Frankfurt am Main 1986,  (ISBN 3-596-24353-X).

### Édition en français
- Hommes et femmes à Auschwitz, traduit par Denise Meunier, Tallandier, 2011  (ISBN 978-2-21300-117-3).
- La résistance dans les camps de concentration nationaux-socialistes, 1938-1945, trad. par Denise Meunier, le Grand livre du mois, 1998  (ISBN 9782213009254).
- Eugen Kogon, Hermann Langbein et Adalbert Rückerl (de), Les Chambres à gaz, secret d'État, Le Seuil, 1987 (ISBN 978-2-02-009628-7, lire en ligne).

## Source, notes et références
1. ↑   (de) « Langbein, Hermann - ÖsterreicherInnen für Spaniens Freiheit 1936-1939 », sur doew.at (Dokumentationsarchiv des österreischen Widerstands) (consulté le 31 août 2019).
2. ↑  [(en) Hermann Langbein sur le site Yad Vashem
3. ↑  (de) « Johanna Kirchner-Medaille », frankfurt.de

- (de) Cet article est partiellement ou en totalité issu de l’article de Wikipédia en allemand intitulé « Hermann Langbein » (voir la liste des auteurs).